# 哈里斯鎮區 (明尼蘇達州艾塔斯卡縣)
哈里斯鎮區（英語：Harris Township）是位於美國明尼蘇達州艾塔斯卡縣的一個行政鎮區。

## 地方資料
哈里斯鎮區的面積為92.98平方千米，當中陸地面積為82.88平方千米，而水域面積為10.11平方千米。根據2020年美國人口普查的數據，當地共有人口3276人，而人口密度為每平方千米35.23人。